# María Magdalena como la Melancolía (Artemisa Gentileschi)
María Magdalena como La Melancolía es una obra atribuida a Artemisia Gentileschi pintada entre 1622 y 1629 y que se conserva en el Museo Soumaya de la Ciudad de México.

## Contexto
Artemisia Gentileschi vivió en Florencia a partir de 1614, en donde disfrutó de un gran éxito. Fue la primera mujer en ingresar en la Accademia del Disegno (Academia del Dibujo) de Florencia y se convirtió en una exitosa pintora de corte. A pesar del éxito que tenía, tuvo muchos problemas, por un exceso de gastos suyos y de su marido, por lo cual regresó a Roma en el año 1621. En mismo año se separa de su marido.
Artemisia llegó a Roma y su padre Orazio dejó la ciudad y se trasladó a Génova, algunos creen que Artemisia siguió a su padre a la capital ligur (incluso para explicar la persistencia de una afinidad de estilos que, aún hoy, dificultan determinar quién de los dos pintó ciertas obras); pero no hay suficientes pruebas al respecto. La mayor parte de las evidencias apoyan la idea de que Artemisia permaneció en Roma, como mujer independiente, intentando encontrar una casa y criar a sus hijas. 

## Descripción
En la obra aparece María Magdalena elegantemente vestida, sentada con la mano izquierda sobre el muslo, se nota por sus ojos rojos, que ha llorado mucho. Esta imagen es muy poderosa en la descripción emotiva que hace de un momento de la vida de la santa. Como atributo distintivo vemos el ungüentario de plata, signo de la pecadora que unta perfume en los pies del Señor y después los enjuga con sus largos cabellos.
Como sucede con otros pintores, de algunas de las obras de Artemisia Gentileschi se conocen diferentes versiones, algunas pintadas por ella misma o por sus seguidores. En el caso de esta versión de la Magdalena penitente son tres las telas conocidas. La versión original, aunque alguna vez ha sido cuestionada, es la conservada en la Sala del Tesoro de la catedral de Sevilla. Encargada por el virrey español en Nápoles, Fernando Afán de Ribera y Téllez-Girón, III conde de Alcalá, pasó de su palacio en la Casa de Pilatos a la catedral hispalense al dispersarse su patrimonio tras su muerte. Restaurada en 2025 en el Museo del Prado para su exposición en la muestra antológica dedicada a la pintora en el Museo Jacquemart-André de París, la tela, despojada de repintes, entre ellos el velo o chal que cubría parte del pecho, ha recuperado su esplendor original, confirmándose la autografía al apreciarse en el análisis radiográfico numerosos cambios en la fase de color sobre el planteamiento inicial, cambios propios de una obra original que no se encuentran en las copias. Otra versión de excelente calidad, atribuida también a la pintora, apareció en el comercio parisino y tras su restauración por Adam Williams Fine Arts fue adquirida por el Kimbell Art Museum de Fort Worth (Texas). La tercera es esta versión del Museo Soumaya de la Ciudad de México, considerada copia o réplica de la versión sevillana antes de que esta saliera de Roma.

## Estilo
El caravaggismo es una corriente pictórica dentro del barroco, que designa el estilo de los artistas que se inspiraron en la obra de Caravaggio. Estos pintores también son conocidos como tenebristas, por su uso de la técnica del claroscuro. En otras ocasiones, se hace referencia a su naturalismo o realismo. Los pintores caravaggistas reproducen la figura con gran realismo, representándola generalmente contra un fondo monocromo e iluminados por una luz violenta.